# Alexandre de Villedieu
Alexandre de Villedieu (ou, en latin Alexander de Villa Dei), né vers 1175 à Villedieu en Normandie et mort en 1240, est un poète et grammairien français.

## Biographie
Alexandre de Villedieu a tenu école à Paris avec Rodolphe et Yson. Il compose en 1209, sous le titre de « Doctrinale Puerorum », une grammaire en vers hexamètres dont le succès dès la première publication fut prodigieux. Immédiatement adopté par tous les établissements scolastiques, l'ouvrage, pour une grande part composé en vers léonins, fut longtemps un classique. Henri de Gand et le poète Antonio Beccari (it), l'ami de Pétrarque citent également l'ouvrage qui fait l'objet d'innombrables notes, commentaires et même suppléments en vers et en prose.
Il s'agit d'un des premiers ouvrages à finalité pédagogique dont la diffusion est considérablement amplifiée par l'invention de l'imprimerie, à tel point qu'on en trouve d'innombrables éditions en Italie, en Allemagne et en France (les plus nombreuses datent de 1501 et de 1514).
Lorsque des docteurs assemblés à Malines en 1514 décident qu'on fera désormais usage dans les écoles des « Rudiments de Despautère », le « Doctrinal d'Alexandre » tombe en désuétude dans l'enseignement à l'époque d'Érasme. Lequel dit pourtant - dans son traité d'éducation puérile De pueris statim ac liberaliter instituendis - que ce poème didactique est « encore supportable » en comparaison avec les « Floreti » dont on abreuve alors la jeunesse. La base de cette grammaire se trouve dans les écrits de Priscien, le grammairien de Césarée du VIe siècle.
Collègue et peut-être ami de Sacrobosco à la Sorbonne, Villedieu avait également mis en vers des ouvrages scientifiques ou de portée plus générale :
- De sphæra (Sur la sphère),
- De arte numerandi (Arithmétique),
- Carmen de Algorismo (où sont décrits les opérations sur nombres entiers à l'aide de la nouvelle numération de position à base décimale),
- le Calendrier
- l’Écriture sainte .

## Œuvres
- (en) The Earliest arithmetics in English, New York, Kraus Reprint Co., 1973
- Prima pars doctrinalis Alexandri cum sententiis notabilibus et vocabulo[rum] lucida expositione ; Tercia et quarta partes doctrinalis magistri Alexandri cum commento valde vtili textus dante intelligentiam summariam, Nuremberg, P[er] Anthoniu[m] Koberger Nurmberge imp[re]sse, 1504
- Doctrinale totius gramatices compendiose in unum digestum : toteta in hoc opusculo, Basilea, A. de Petri, 1519

### Source
- Johann Christian Ferdinand Hoefer : Nouvelle biographie universelle depuis les temps les plus reculés jusqu'à nos jours : avec les renseignements bibliographiques et l'indication des sources à consulter, Paris, Firmin Didot, 1852-1866